# Joy-Con
Joy-Con (джойкон) — игровые контроллеры для гибридной игровой консоли Nintendo Switch. Joy-Con представляют собой пару устройств для левой и правой руки; на каждом контроллере есть аналоговый стик и несколько кнопок. Контроллеры Joy-Con могут работать в нескольких режимах: их можно присоединить к основному устройству Nintendo Switch, или снять и использовать в беспроводном режиме. В зависимости от настроек игры и консоли, отсоединенными контроллерами может пользоваться один или два игрока — в последнем случае каждый контроллер работает как отдельное устройство ввода.

## Дизайн

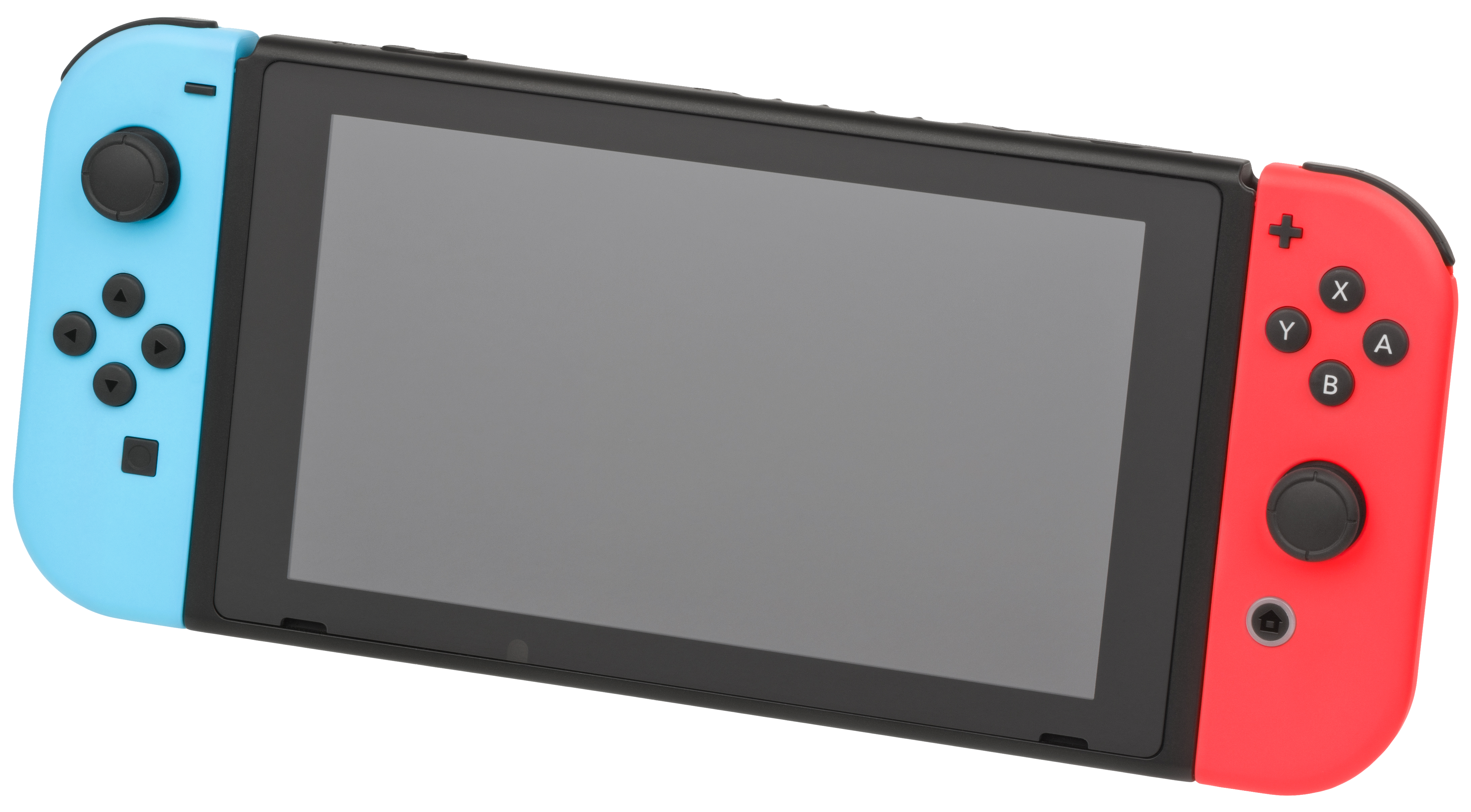
При работе Switch в портативном режиме контроллеры присоединяются к консоли по бокам экрана

Контроллеры Joy-Con выпускаются в парах и обозначаются соответственно Joy-Con L (левый) и Joy-Con R (правый). Каждый контроллер имеет размеры корпуса 35,9 × 102 ×13,9 мм и вес 49 граммов для Joy-Con L и 52,1 грамма для Joy-Con R. Полная высота (толщина) контроллера от верхней части аналогового стика до кончика кнопки ZL или ZR составляет 28,4 мм.
Joy-Con можно прикрепить к боковым сторонам основного устройства консоли с помощью специальных салазок, или снять и использовать в беспроводном режиме — либо в паре друг с другом (аналогично контроллеру Wii Remote и Wii Nunchuk), либо разделить их между двумя игроками. К одному и тому же основному устройству консоли можно подключить по беспроводной связи до 8 контроллеров Joy-Con. Кроме того, Joy-Con можно присоединить к специальному держателю Joy-Con Grip — с возможностью подзарядки или без; Joy-Con Grip позволяет придать установленным в него контроллерам более привычный для геймпадов форм-фактор. В комплект с контроллерами входят дополнительные пластмассовые элементы с ремешками на запястье — они устанавливаются на салазки, имеют округлую форму и увеличенные боковые кнопки. Использование элементов с ремешками повышает эргономичность Joy-Con при использовании отдельно от консоли.
На обоих контроллерах есть аналоговый стик, также реагирующий на нажатие; четыре кнопки действия на лицевой стороне, две сверху, две на боковой внешней стороне и ещё две на стыкуемой с консолью внутренней стороне — эти кнопки, обозначенные SL и SR, становятся доступными только в беспроводном режиме и при повороте контроллера набок работают как кнопки-триггеры. Кроме указанных кнопок, на контроллерах также есть функциональная кнопка + или -, кнопка синхронизации с консолью и светодиодные индикаторы. На Joy-Con L присутствует специальная кнопка, позволяющая сделать скриншот игры и загрузить его в сеть; с обновлением программного обеспечения консоли в октябре 2017 года эта кнопка также дала возможность записывать видео геймплея игры продолжительностью до 30 секунд. Кнопки действия на Joy-Con L обозначены как кнопки направления («вверх», «вниз», «вправо» и «влево»), а на Joy-Con R — буквами A, B, X и Y; Joy-Con R также содержит кнопку Home, позволяющую вернуться в главное меню консоли. 
Контроллеры Joy-Con работают от несъёмных литий-ионных полимерных батарей ёмкостью 525 мАч 1.9 ватт-час, напряжением 3,7 вольта. Для зарядки контроллеры присоединяются к консоли, так что зарядка самой консоли и контроллеров происходит одновременно. Вариант аксессуара Joy-Con Grip с возможностью зарядки позволяет заряжать контроллеры в форм-факторе геймпада через кабель USB-C. В июне 2017 года Nintendo выпустила дополнительный аксессуар — блок батарей АА в пластмассовой оболочке; он крепится к контроллеру на салазках, точно так же, как и элемент с ремешком.
В Nintendo Switch Lite все элементы управления Joy-Con встроены прямо в корпус самой консоли — иначе говоря, в этой модели нет отсоединяемых контроллеров и, следовательно, кнопок SL и SR. Она допускает подключение купленных отдельно контроллеров Joy-Con по беспроводной связи, но не физическое присоединение к корпусу консоли.

## Функции
По словам менеджера Nintendo Синъи Такахаси, набор функций Joy-Con был разработан в том числе и с учётом отзывов потребителей о пульте Wii Remote. Игроки в игры, где активно использовался пульт — например, Wii Sports и Wii Fit — предлагали всяческие улучшения в его конструкцию: например, Nintendo получала просьбы сделать пульт меньше или дать возможность пристегивать его к руке. Позднее эти пожелания были использованы при создании консоли Switch и контроллеров Joy-Con.
Отсоединённые от консоли контроллеры работают автономно друг от друга и связываются с консолью по беспроводной технологии Bluetooth. Каждый контроллер Joy-Con содержит акселерометр и гироскоп, что позволяет отслеживать движение контроллера в пространстве. Консоль может определять, куда указывает работающий в беспроводном режиме контроллер, при этом, в отличие от Wii Remote, эта функция не требует подключения к консоли особой сенсорной планки. Конструкция Joy-Con R (для правой руки) содержит инфракрасный датчик глубины, который может считывать объекты и движения перед контроллером; по заявлениям компании Nintendo, этот датчик настолько чувствителен, что может различать разные положения пальцев в игре камень–ножницы–бумага. Joy-Con R также поддерживает беспроводную связь на малом расстоянии по технологии Near Field Communication — она предназначена специально для использования с фигурками Amiibo.
Joy-Con содержит систему виброотклика, основанную на моторе HD Rumble — эта система была разработана в партнерстве с американской компанией Immersion Corporation. Nintendo заявляла, что такая конструкция может генерировать необычайно достоверные тактильные ощущения, например, ощущение перекатывающихся кубиков льда в стакане с водой. Контроллеры Joy-Con можно подключать к Bluetooth-совместимым персональным компьютерам и мобильным устройствам, в том числе под управлением операционных систем Windows, Android и macOS, хотя для корректной настройки кнопок необходимы сторонние приложения.

## Цвета и варианты

Левый и правый контроллеры Joy-Con в синих и красных цветах

Контроллеры Joy-Con выпускаются с несколькими различными цветами корпусов, в комплекте с консолью, по отдельности или в паре. На старте консоли покупателям предлагались контроллеры серо-стального, ярко-красного и ярко-голубого цветов. Joy-Con чёрного цвета предоставляли разработчикам в составе комплекта для разработки. В дальнейшем Nintendo выпускала на рынок контроллеры новых цветов параллельно с выпуском новых игр: ярко-жёлтый с игрой Arms, ярко-зелёный и ярко-розовый с игрой Splatoon 2, пару красных Joy-Con — в комплекте с Super Mario Odyssey; последние не выпускались в свободную продажу вне такого комплекта нигде, кроме Японии. Победителям конкурса Nintendo Labo Creators Contest в 2018 году вручали Joy-Con светло-коричневого цвета. На осень 2018 года намечен выход комплектов игры Super Mario Party с контроллерами ярко-зелёного и ярко-розового цвета.
В связи с запуском онлайн-службы Nintendo Switch Online в 2018 году компания Nintendo объявила о планах выпустить ограниченную серию ретро-контроллеров, по форме корпуса, кнопок и внешнему виду напоминающих геймпад для игровой приставки Nintendo Entertainment System (в Северной Америке и Европе) или Famicom (для Японии) — эти варианты Joy-Con предназначены специально для игр с NES/Famicon, доступных через онлайн-службу. На них отсутствуют некоторые кнопки, присутствующие на стандартных контроллерах Joy-Con, но они точно так же поддерживают беспроводную связь с консолью. Nintendo объявила, что такие ретро-контроллеры смогут купить только подписчики Online, и что продаваться они будут только по паре на один аккаунт.

## Технические проблемы
До начала продаж Nintendo Switch различные издания, специализирующиеся на компьютерных играх, сообщали, что контроллеры — в первую очередь Joy-Con L — часто теряют подключение к консоли при использовании в беспроводном режиме. Компания Nintendo в качестве временной меры рекомендовала не использовать контроллеры рядом с другими беспроводными устройствами, а в марте 2017 года объявила о том, что проблемы с Bluetooth-связью были связаны лишь с определенным «производственным вариантом» контроллеров, и обещала ремонтировать все бракованные контроллеры бесплатно. На старте консоли также появлялись жалобы на элементы с ремешками — сообщалось, что их трудно отсоединить от контроллеров: такой элемент было легко присоединить к Joy-Con неправильным образом, затем его было очень трудно снять.
Одной из распространённых проблем Joy-Con стал «дрейф» стиков управления — ложные срабатывания датчиков движения аналоговых стиков, регистрирующих движение даже тогда, когда игрок вообще не прикасается к стикам. Причиной таких ложных срабатываний является скопление пыли или других инородных частиц на датчиках, и проблема устраняется продувкой сжатым воздухом или промывкой специальным составом для очистки контактов. Хотя проблема стала в 2019 году предметом широкого обсуждения и даже судебных исков, Nintendo в это время воздержалась от признания какого-либо массового брака контроллеров; по сообщению Vice, компания разослала по своим сервис-центрам в США закрытую инструкцию с требованием принимать на бесплатный ремонт все контроллеры с «дрейфом», независимо от того, может владелец предоставить гарантийные документы или нет. В 2020 году президент Nintendo Сюнтаро Фурукава впервые принёс официальные извинения «за любые неудобства, причинённые потребителям» этой проблемой.

## Патентные споры
В августе 2017 года лос-анджелесская компания Gamevice, занимающаяся производством периферийных устройств для планшетов, подала иск против Nintendo в Окружной суд Центрального округа штата Калифорния, утверждая, что конструкция Joy-Con нарушает патент Gamevice на устройство Wikipad — игровой планшет с операционной системой Android и схожим съёмным контроллером. Истец требовал выплатить компенсацию убытков и запретить дальнейшие продажи консоли. Gamevice добровольно отозвала иск 23 октября 2017 года. В марте 2018 года Gamevice подала новый иск о нарушении патентных прав со стороны Nintendo в отношении уже другого набора патентов. Gamevice также пыталась заблокировать импорт консолей Switch в США через Комиссию США по международной торговле, ссылаясь на нарушение патентных прав в соответствии с разделом 337 Закона о тарифе 1930 года.